# Pendarus osborni
Pendarus osborni är en insektsart som beskrevs av Metcalf 1955. Pendarus osborni ingår i släktet Pendarus och familjen dvärgstritar. Inga underarter finns listade i Catalogue of Life.